# Etòpia
Etòpia (en llatí Ethopia) era una fortalesa d'Atamània situada sobre un turó que dominava Argitea (Argithea), la capital del país. Tenia un temple dedicat a Júpiter Acreu.
Segons diu Titus Livi, la fortalesa va tenir un paper històric destacat després de l'expulsió d'Atamània del príncep Aminandre, en un principi aliat dels selèucides en contra de Roma i Macedònia però que va mostrar la seva intenció de passar al costat dels romans. Atamània va quedar en mans de Filip V de Macedònia l'any 191 aC, però el príncep es va exiliar a Ambràcia on va aconseguir el suport de la Lliga Etòlia per recuperar el poder i va avisar a Argitea, la capital del país, que si li donaven suport, arribaria amb un miler d'etolis per recuperar el poder. El dia convingut de l'any 190 aC els atamans van expulsar les guarnicions macedònies de Heraclea, Tetrafília, Teudòria i Argitea i el príncep Aminandre va entrar al país. Totes les ciutats del territori es van declarar al seu favor. Només hi va haver una breu resistència a Teios, però la fortalesa fronterera d'Ateneon es va mantenir fidel als macedonis.
Llavors Filip V va enviar sis mil homes a Gomfi on va deixar la major part de les forces i amb dos mil homes va arribar a Ateneon, però veient que tot el país li era hostil va cridar a tot l'exèrcit que era a Gomfi i va enviar a Zenó amb mil infants a ocupar Etòpia, que es trobava en una posició des d'on es dominava la capital Argitea; una vegada ocupada, Filip V va anar allí per acampar amb les seves forces a la vora del Temple de Júpiter Acreu. Es va lliurar la batalla d'Argitea en què els macedonis van ser derrotats i van haver de retirar-se a Gomfi. Zenó va quedar a Etòpia amb un miler d'homes, on van ser atacats pels etolis i atamans; es van retirar a un turó més elevat, on es va lliurar la batalla d'Etòpia en que el miler d'homes de Zenó van ser en part morts i en part fets presoners. Molt pocs, entre ells el mateix Zenó, van aconseguir reunir-se amb el rei. Aminandre va permetre que els morts macedonis d'Etòpia fossin enterrats amb els honors corresponents. La pau es va pactar el 189 aC.